# Моро де Сен-Мери, Медерик Луи Эли
Медерик Луи Эли Моро де Сен-Мери (1750—1819) — французский писатель и политический деятель, адвокат, историк.
Родился на острове Мартиника. Был призван Людовиком XVI в Париж для составления работы о французских колониях. Избран в Учредительное собрание, где примкнул к умеренным конституционалистам и специально занимался вопросами, касавшимися Сан-Доминго.

Городские выборщики, ошеломленные тем, что их головы все еще на плечах, разошлись по домам; только Моро де Сен-Мери, рожденный под тропиками, горячий сердцем, но холодный разумом, будет сидеть с двумя другими в Ратуше. <…> По беспорядочному дню можно судить о ночи: «не вставая с места», Моро де Сен-Мери «отдал чуть не три тысячи приказов».— 
После 10 августа бежал в Америку и только через пять лет возвратился во Францию; был назначен историографом Морского министерства. Во время консульства был членом Государственного совета, потом французским резидентом в Парме, пока не впал в немилость у Наполеона.

## Главные труды
- «Lois et constitutions des colonies françaises» etc.,
- «Description de la partie espagnole de S.-Domingue»,
- «Description de la partie française de la colonie S.-Domingue»,
- «Histoire générale des Antilles françaises»,
- «Description de la Jamaïque»,
- «Histoire des Etats de Parme,
- Plaisance et Guastalla».